# Blumenau (Winterthur)

Karte des Quartiers

Blumenau ist ein Quartier der Stadt Winterthur. Es bildet zusammen mit dem Quartier Rosenberg den Stadtkreis 5 (Veltheim).

## Geografie
Das Quartier Blumenau stellt den südlich der Bahnlinie Winterthur–Schaffhausen gelegenen Teil von Veltheim dar und ist aufgrund seiner Lage in der Eulachschotterebene relativ eben. Nördlich der Bahnlinie liegt das Quartier Rosenberg, das auch den historischen Kern der ehemals selbständigen Gemeinde Veltheim enthält. Die übrigen Grenzen des Quartiers sind weitgehend deckungsgleich mit dem ehemaligen Grenzverlauf der Gemeinde Veltheim. So verläuft die Grenze zum Wülflinger Quartier Oberfeld im Westen entlang der Flüelistrasse. Im Süden/Südosten liegt das zum Kreis Stadt zugehörige Quartier Neuwiesen, die Grenze selbst verläuft hier quer durch besiedeltes Gebiet, wobei der Grenzverlauf zwischen Wartstrasse und Wülflingerstrasse nicht einmal entlang von Strassen verläuft.
Das Quartier selbst wird durch die von Ost nach West verlaufende, vielbefahrene Wülflingerstrasse in zwei Teile getrennt.

## Bildung
Das Quartier Blumenau gehört zusammen mit dem Stadtkreis Veltheim zum gemeinsamen Schulkreis Veltheim-Wülflingen. Auf dem Gebiet des Quartiers liegen die Primarschulhäuser Wülflingerstrasse und Wiesenstrasse, beide nördlich der Wülflingerstrasse. Am Standort Wiesenstrasse gibt es auch einen Kindergarten. Das Sekundarschulhaus Feld befindet sich nördlich der Bahnlinie. Weitergehende Schulen wie das Gymnasium oder Berufsschulen befinden sich weiter im Stadtzentrum.

## Geschichte
Das Gebiet von Blumenau wurde erst in der zweiten Hälfte des 19. Jahrhunderts zusammen mit dem Wachstum der Stadt Winterthur langsam überbaut, wobei zuerst das Gebiet nördlich der Wülflingerstrasse zwischen der Stadt Winterthur und dem Veltheimer Dorfkern in Angriff genommen wurde. Gegen Ende des 19. Jahrhunderts intensivierte sich die Bebauung in diesem Gebiet, sodass das Quartier zur Jahrhundertwende bereits an Neuwiesen angrenzte, das sich etwa zur gleichen Zeit entwickelte. 1930 war das Gebiet grösstenteils überbaut, auch wenn noch nicht so dicht wie heute.

## Verkehrsanbindung
Das Quartier wird durch die Trolleybuslinie 2 (Wülflingen – HB – Seen) Richtung Wülflingen vom Stadtbus Winterthur erschlossen, die das Quartier entlang der Wülflingerstrasse an drei bis vier Haltestellen bedient. Zu Hauptverkehrszeiten wird die Linie 2 durch die Verstärkerlinie 2E (Schloss – HB – Waldegg) ergänzt. Eine Haltestelle ist auch nach dem Quartier selbst benannt.
An Wochenenden verkehrt die deckungsgleich verkehrende Nachtlinie N2 (Wülflingen – HB – Seen) im Halbstundentakt entlang der Wülflingerstrasse.

## Kultur und Freizeit
Es gibt einige Restaurants auf dem Gebiet des Quartiers, speziell entlang der Wülflingerstrasse. Gleich neben der Quartiergrenze im Oberfeld befindet sich mit dem Flüeli die Heimspielstätte des SC Veltheim sowie unmittelbar daneben das Bocciodromo, das zum Bocciaspielen einlädt. Weitergehende Kulturangebote finden sich im Stadtzentrum, mit dem das Quartier verkehrstechnisch gut erschlossen ist.